# Її власні гроші
«Її власні гроші» (англ. Her Own Money) — американська кінокомедія режисера Джозефа Енабері 1922 року.

## У ролях
- Етель Клейтон — Мілдред Карр
- Ворнер Бакстер — Лью Олден
- Чарльз К. Френч — Томас Гейзелтон
- Кларенс Бертон — Гарві Бічер
- Мей Буш — Флора Конрой
- Джин Екер — Рут Олден
- Роско Карнс — Джеррі Вудворд